# Zimowe Igrzyska Azjatyckie 1990
II Zimowe Igrzyska Azjatyckie odbyły się w  Japonii, w Sapporo w dniach 9 marca-14 marca 1990 roku. Startowało 310 sportowców którym rozdano 33 komplety medali w 6 dyscyplinach.
Zawodnikiem Zimowych Igrzysk Azjatyckich 2003 została jedna z licznych reprezentantów gospodarzy - Japońska łyżwiarka Seiko Hashimoto (zdobywczyni 4 złotych medalów: na dystansie 500 m, 1000 m, 1500 m i 3000 m).
Po tych igrzyskach Olimpijska Rada Azji zmieniła zasady organizowania igrzysk i Sapporo straciło miejsce stałego gospodarza. 6 lat później igrzyska zorganizował Harbin (ChRL).

## Dyscypliny
- Narciarstwo alpejskie (4)
- Biathlon (3)
- Biegi narciarskie (6)
- Hokej na lodzie (1)
- Short track (10)
- Łyżwiarstwo szybkie (9)

## Reprezentacje
- Chińska Republika Ludowa
- Filipiny
- Hongkong
- Indie
- Iran
- Japonia
- Korea Południowa
- Mongolia
- Korea Północna
- Chińskie Tajpej

## Klasyfikacja medalowa
| Zimowe Igrzyska Azjatyckie 1990 Klasyfikacja Medalowa |                          |       |         |         |       |
| miejsce                                               | państwo                  | Złoty | Srebrny | Brązowy | Razem |
| 1                                                     | Japonia                  | 18    | 16      | 13      | 47    |
| 2                                                     | Chińska Republika Ludowa | 9     | 9       | 8       | 26    |
| 3                                                     | Korea Południowa         | 6     | 7       | 8       | 21    |
| 4                                                     | Korea Północna           | 0     | 1       | 4       | 5     |
| 5                                                     | Mongolia                 | 0     | 0       | 1       | 1     |
|                                                       | razem                    | 33    | 33      | 33      | 99    |